# Quadrivector
Un quadrivector és un vector d'un espai vectorial real de quatre dimensions, anomenat espai de Minkowski, les components del qual es transformen igual que les coordenades espacials i temporals (t, x, y, z) sota rotacions espacials i canvis d'un sistema de referència inercial a un altre. El conjunt d'aquestes transformacions, anomenades transformacions de Lorentz, queda descrit per un conjunt de matrius 4×4, que forma l'anomenat grup de Lorentz. Els quadrivectors i l'espai de Minkowski permeten una formulació acurada i còmoda de la teoria de la relativitat.

## Formulació matemàtica
Un punt en l'espai de Minkowski s'anomena «esdeveniment» i es descriu mitjançant el quadrivector posició:
{\displaystyle x^{a}:=\left(ct,x,y,z\right)}
amb a = 0, 1, 2, 3 i essent c és la velocitat de la llum.
El producte intern de dos quadrivectors x i y es defineix (amb notació d'Einstein) com
{\displaystyle x\cdot y=\eta _{ab}x^{a}y^{b}=\left({\begin{matrix}x^{0}&x^{1}&x^{2}&x^{3}\end{matrix}}\right)\left({\begin{matrix}-1&0&0&0\\0&1&0&0\\0&0&1&0\\0&0&0&1\end{matrix}}\right)\left({\begin{matrix}y^{0}\\y^{1}\\y^{2}\\y^{3}\end{matrix}}\right)=-x^{0}y^{0}+x^{1}y^{1}+x^{2}y^{2}+x^{3}y^{3}}
on η és la mètrica de Minkowski; aquest producte s'anomena interval d'espaitemps. Els quadrivectors conformen el diagrama d'espaitemps o diagrama de Minkowski i es poden classificar en espacials, temporals o nuls, segons que el seu producte intern amb ells mateixos sigui superior, inferior o igual a zero.

## Exemples en dinàmica relativista
Quan es consideren fenòmens físics apareixen de manera natural equacions diferencials, que ens representen les variacions de les magnituds respecte al temps i respecte a l'espai. Nogensmenys, al considerar les derivades espacials i temporals de funcions, cal saber el sistema de referència respecte al qual s'estan prenents aquestes derivades. Per conveni es considera que les derivades temporals es prenen respecte al temps propi (τ) en el sistema de referència considerat. Llavors és important trobar una relació entre aquesta derivada temporal i una altra derivada temporal respecte a un altre sistema inercial. Aquesta informació la proporciona la transformació de Lorentz del temps:
{\displaystyle {\frac {d\tau }{dt}}={\frac {1}{\gamma }}}
on γ és el factor gamma relativista. Sabent aquesta relació es poden definir quadrivectors importants en relativitat; el quadrivector posició ja l'hem definit anteriorment. El quadrivector velocitat o quadrivelocitat es defineix doncs com la derivada respecte al temps propi del quadrivector posició:
{\displaystyle U^{a}:={\frac {dx^{a}}{d\tau }}={\frac {dx^{a}}{dt}}{\frac {dt}{d\tau }}=\left(\gamma c,\gamma \mathbf {u} \right)}
on
{\displaystyle u^{i}={\frac {dx^{i}}{dt}}}
per a i = 1, 2, 3 i que és la velocitat habitual en mecànica newtoniana. Notem que
{\displaystyle U^{a}U_{a}=-c^{2}\,}
El quadrivector acceleració o quadriacceleració es defineix com:
{\displaystyle A^{a}:=U_{a,b}U^{b}={\frac {\partial U_{a}}{\partial x^{b}}}U^{b}={\frac {dU^{a}}{d\tau }}=\left(\gamma {\dot {\gamma }}c,\gamma {\dot {\gamma }}\mathbf {u} +\gamma ^{2}\mathbf {\dot {u}} \right)}
Com la magnitud {\displaystyle U^{a}} és constant
{\displaystyle 0={\frac {\partial U^{a}U_{a}}{\partial x^{b}}}=2U_{a,b}U^{a}\,}
multiplicant els dos costats per {\displaystyle U^{b}} obtenim la identitat
{\displaystyle A^{a}U_{a}=0\,}
que és cert per a qualsevol distribució de velocitats.
El quadrivector moment o quadrimoment es defineix com:
{\displaystyle P^{a}:=m_{0}U^{a}=\left(mc,\mathbf {p} \right)}
on m0 és la massa en repòs de la partícula (amb m = γm0) i p = mu.
Finalment el quadrivector força és:
{\displaystyle F^{a}:=m_{0}A^{a}=\left(\gamma {\dot {m}}c,\gamma \mathbf {f} \right)}
on
{\displaystyle \mathbf {f} =m_{0}{\dot {\gamma }}\mathbf {u} +m_{0}\gamma \mathbf {\dot {u}} }.